# Apache County
Das Apache County ist ein County im Nordosten des Bundesstaates Arizona der Vereinigten Staaten. Der Sitz der Countyverwaltung (County Seat) ist in St. Johns.

## Geographie
Das County hat eine Fläche von 29.056 Quadratkilometern, davon 35 Quadratkilometer Wasserfläche. Der größte Teil des Gebietes gehört auch zur Navajo Nation Reservation.

## Geschichte
Das County wurde am 24. Februar 1879 gebildet und nach der Stammesgruppe der Apachen benannt.

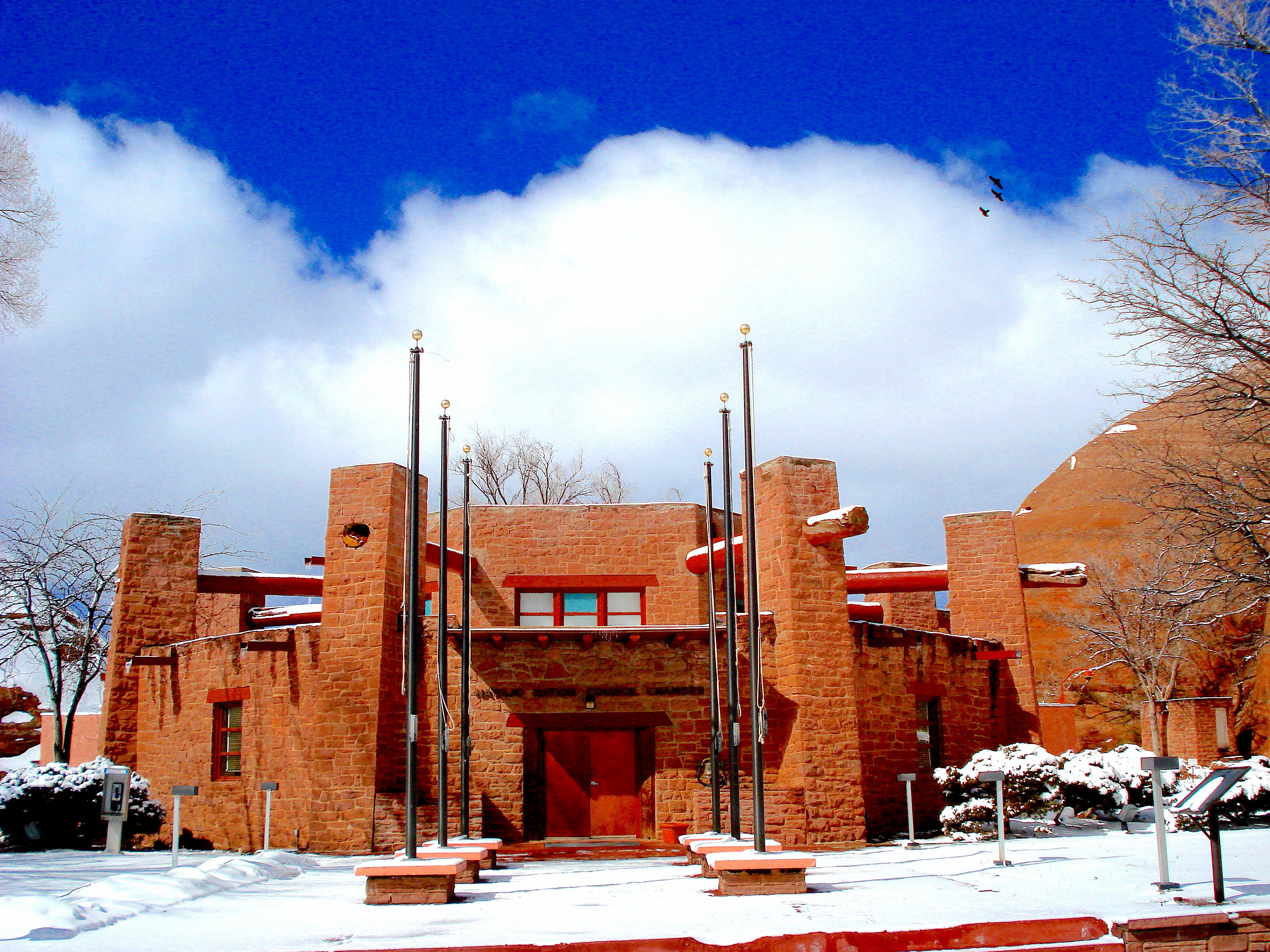
Die Navajo Nation Council Chamber hat seit August 2004 den Status eines National Historic Landmarks.

33 Bauwerke, Stätten und historische Bezirke (Historic Districts) des Countys sind im National Register of Historic Places („Nationales Verzeichnis historischer Orte“; NRHP) eingetragen (Stand 3. Februar 2022), darunter haben die Casa Malpais, die Hubbell Trading Post National Historic Site, die Navajo Nation Council Chamber und drei weitere Objekte den Status von National Historic Landmarks („Nationales historisches Wahrzeichen“).

## Demografische Daten

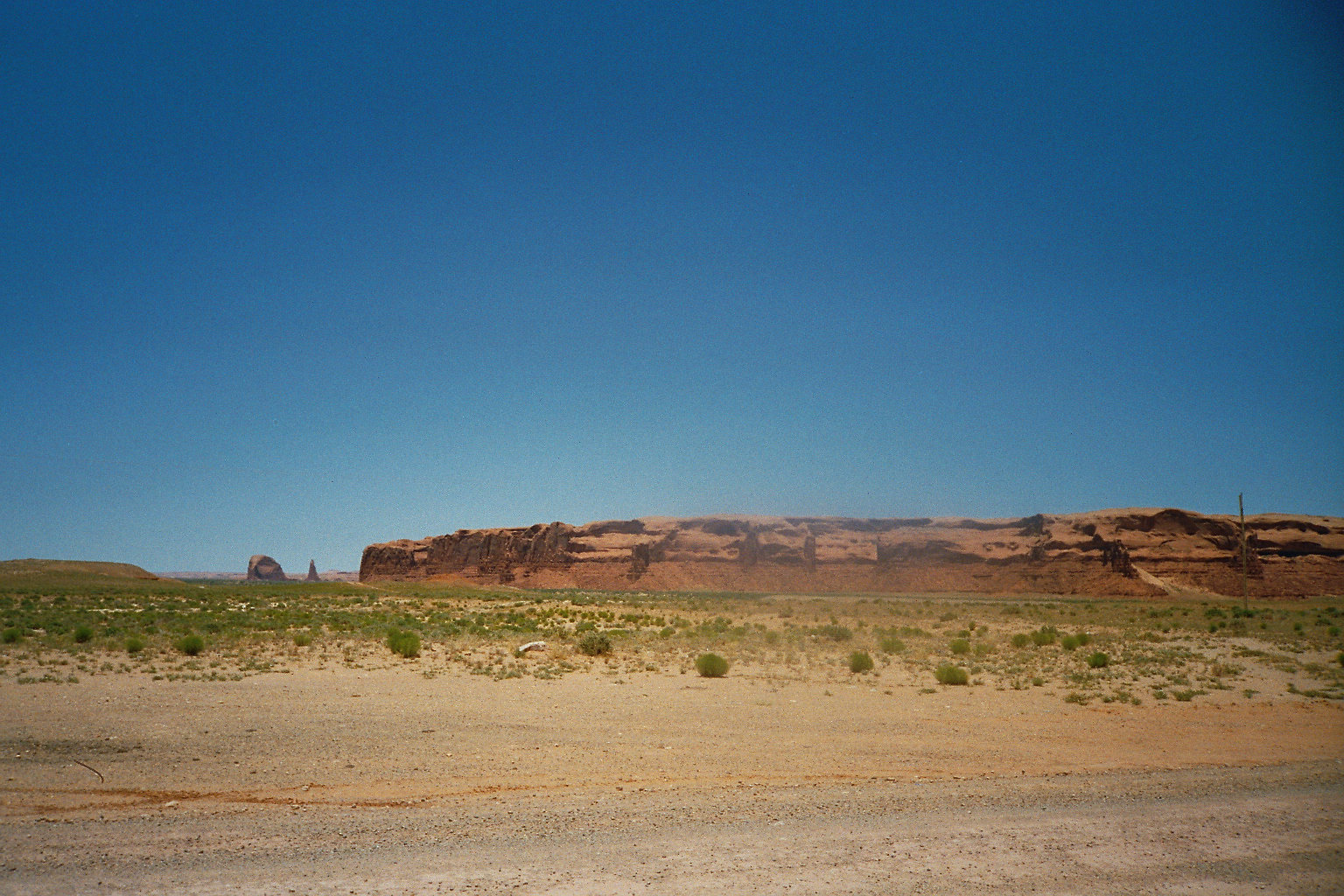
Im Osten des Countys

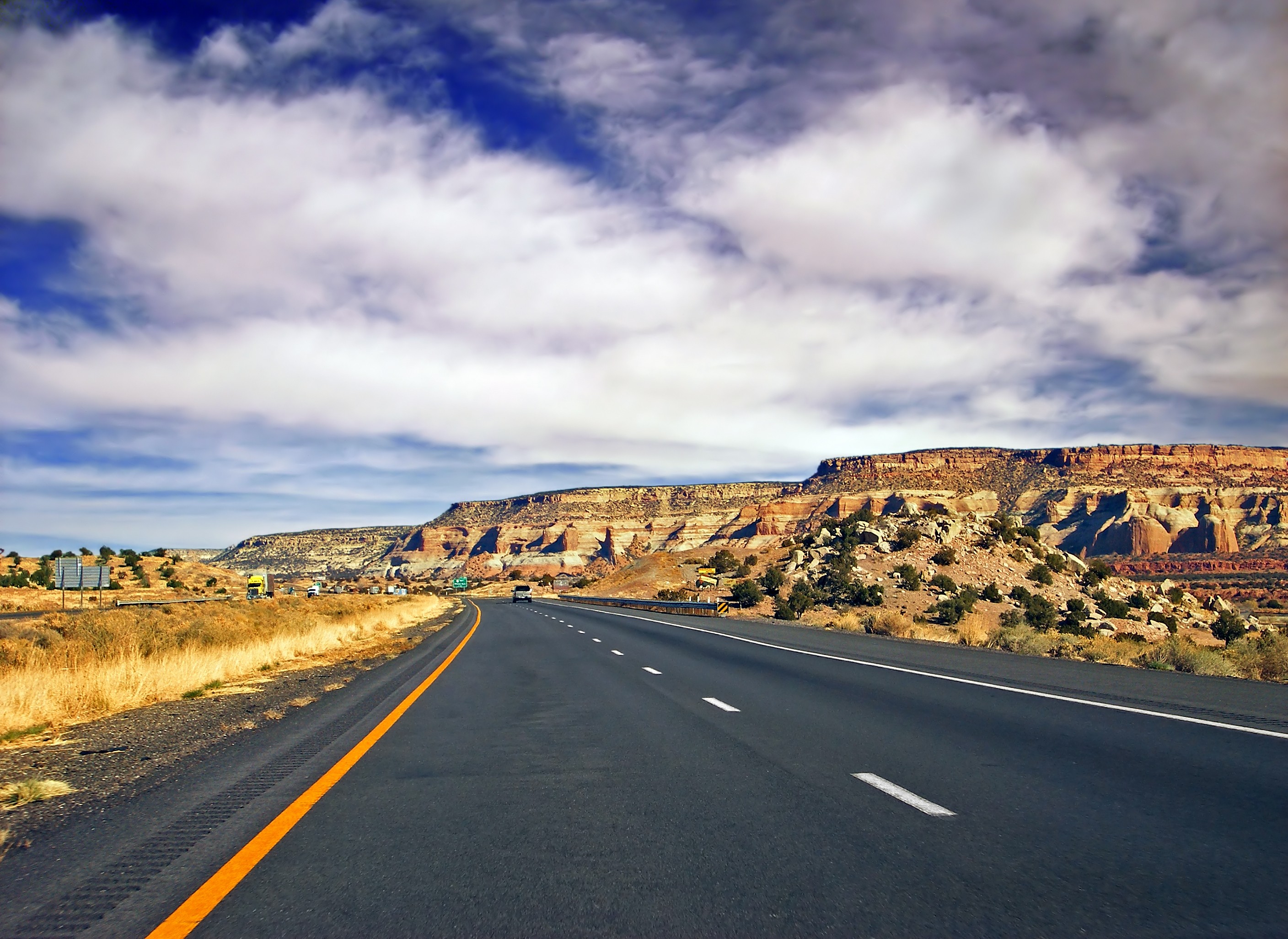
Die Interstate 40 nahe New Mexico

Nach der Volkszählung im Jahr 2000 lebten im Apache County 69.423 Menschen. Es gab 19.971 Haushalte und 15.257 Familien. Die Bevölkerungsdichte betrug 2 Einwohner pro Quadratkilometer. Ethnisch betrachtet setzte sich die Bevölkerung zusammen aus 19,50 % Weißen, 0,25 % Afroamerikanern, 76,88 % amerikanischen Ureinwohnern, 0,13 % Asiaten, 0,06 % Bewohnern aus dem pazifischen Inselraum und 1,75 % aus anderen ethnischen Gruppen; 1,43 % stammten von zwei oder mehr ethnischen Gruppen ab. 4,49 % Prozent der Bevölkerung waren spanischer oder lateinamerikanischer Abstammung.
Von den 19.971 Haushalten hatten 43,80 % Prozent Kinder und Jugendliche unter 18 Jahre, die bei ihnen lebten. 49,30 % Prozent waren verheiratete, zusammenlebende Paare, 21,40 % Prozent waren allein erziehende Mütter, 23,60 % Prozent waren keine Familien. 21,20 % waren Singlehaushalte und in 6,90 %lebten Menschen im Alter von 65 Jahren oder darüber. Die Durchschnittshaushaltsgröße betrug 3,41 und die durchschnittliche Familiengröße lag bei 4,04 Personen.
Auf das gesamte County bezogen setzte sich die Bevölkerung zusammen aus 38,50 % Einwohnern unter 18 Jahren, 9,40 % zwischen 18 und 24 Jahren, 25,10 % zwischen 25 und 44 Jahren, 18,70 % zwischen 45 und 64 Jahren und 8,30 % waren 65 Jahre alt oder darüber. Das Durchschnittsalter betrug 27 Jahre. Auf 100 weibliche Personen kamen 98,20 männliche Personen, auf 100 Frauen im Alter ab 18 Jahren kamen statistisch 94,50 Männer.
Das jährliche Durchschnittseinkommen eines Haushalts betrug 23.344 USD, das Durchschnittseinkommen der Familien betrug 26.315 USD. Männer hatten ein Durchschnittseinkommen von 30.182 USD, Frauen 22.312 USD. Das Pro-Kopf-Einkommen betrug 8.986 USD. 37,80 % der Bevölkerung und 33,50 % der Familien lebten unterhalb der Armutsgrenze. 42,80 % davon sind unter 18 Jahre und 36,50 % sind 65 Jahre oder älter.

## Orte im Apache County
Im Apache County liegen drei Gemeinden, davon eine City und zwei Towns. Zu Statistikzwecken führt das U.S. Census Bureau 36 Census-designated places, die dem County unterstellt sind und keine Selbstverwaltung besitzen. Diese sind wie die Unincorporated Communities gemeindefreies Gebiet.
| City - St. Johns | Towns - Eagar - Springerville |

Census-designated places
| - Alpine - Burnside - Chinle - Concho - Cornfields - Cottonwood | - Del Muerto - Dennehotso - Fort Defiance - Ganado - Greer - Houck | - Klagetoh - Lukachukai - Lupton - Many Farms - McNary - Nazlini | - Nutrioso - Oak Springs - Red Mesa - Red Rock - Rock Point - Rough Rock | - Round Rock - St. Michaels - Sanders - Sawmill - Sehili - Steamboat | - Teec Nos Pos - Toyei - Tsaile - Vernon - Wide Ruins - Window Rock |

andere Unincorporated Communities
| - Blue Gap - Chambers - Hunters Point - Mexican Water | - Milkwater - Navajo Springs - White Clay |

## Schutzgebiete
| - Alamo Lake State Park (partiell) - Bill Williams River National Wildlife Refuge (partiell) - Cattail Cove State Park - Grand Canyon National Park (partiell) - Grand Canyon-Parashant National Monument | - Havasu National Wildlife Refuge (partiell) - Lake Havasu State Park - Lake Mead National Recreation Area (partiell) - Pipe Spring National Monument |

| - Apache-Sitgreaves National Forest (partiell) - Canyon de Chelly National Monument - Four Corners Monument (partiell) | - Hubbell Trading Post National Historic Site - Lyman Lake State Park - Petrified Forest National Park (partiell) |